# Partant pour la Syrie
Partant pour la Syrie (Nederlands: Vertrek naar Syrië) was het officieuze volkslied van Frankrijk van 1852 tot 1870, ten tijde van het Tweede Franse Keizerrijk.
Dit Frans vaderlandslievend lied werd gecomponeerd  in 1807 door Hortense de Beauharnais, koningin van Holland en de moeder van Napoleon III, de latere Franse keizer ten tijde van het Tweede Franse Keizerrijk. De tekst is naar de hand van Alexandre de Laborde.

## Context
Het lied is geïnspireerd op de Expeditie van Napoleon naar Egypte, die kaderde binnen de Franse mediterrane campagne van 1798 en duurde van 1798 tot de Overgave van Alexandrië in 1801. Het is een ridderlijk lied, waarbij een generaal wordt vergeleken met een kruisvaarder. In haar memoires gaf koningin Hortense aan dat ze dit lied componeerde in het Kasteel van Malmaison, nabij Parijs.
Musicoloog Arthur Pougin betwistte dat koningin Hortense het lied heeft gecomponeerd. Hij droeg de melodie op aan Louis Drouet, een fluitist aan het hof van de Lodewijk Napoleon, de koning van Holland. Recent onderzoek toonde echter aan dat deze beweringen waren ingegeven door de afkeer van Pougin van het Tweede Franse Keizerrijk.
Vanwege de populariteit van het stuk is het gearrangeerd voor vele muziekinstrumenten door een groot aantal componisten.
het gedicht van Alexandre de Laborde dat fungeert als tekst van het lied, had als originele titel Le Beau Dunois (De schone Dunois), verwijzend naar Jan van Dunois, een kruisvaarder uit de 15e eeuw. De tekst vertelt het verhaal van Jan van Dunois die bad tot Maria alvorens zijn vertrek naar Syrië om hem de gelegenheid te geven om van de mooiste vrouw te houden en om de dapperste ridder te zijn. Zijn gebeden werden aanhoord en bij zijn terugkeer kreeg hij de hand van de mooie Isabelle. De belangrijkste waarden van de tekst zijn liefde en eer.
Het 19e-eeuwse lied heeft geen enkel verband met de Syriëstrijders die in de 21e eeuw vanuit het Westen meevechten in de Syrische Burgeroorlog die sinds 2011 woedt.

## Populariteit
Het lied werd onmiddellijk populair ten tijde van het Eerste Franse Keizerrijk, en bleef populair nadat de bonapartisten van macht werden verdreven en de Restauratie volgde.
Tijdens het Tweede Franse Keizerrijk werd Partant pour la Syrie het officieuze volkslied van Frankrijk, terwijl La Marseillaise, het huidige volkslied, in die tijd was verboden.
Na de val van het Keizerrijk nam ook de populariteit van het lied af. Het werd nog gespeeld toen de afgezette keizer Napoleon III het Schloss Wilhelmshöhe in het Duitse Kassel verliet in 1871.
De eerste twee verzen van het lied zijn als boutade opgenomen in Le Père Goriot (1834), een roman van Honoré de Balzac. Jules Verne vermeldt in zijn roman Une ville flottante (1871) Partons pour la Syrie als Frans volkslied.
Vandaag de dag maakt het lied deel uit van het repertoire van de Franse militaire muziek.

## Tekst

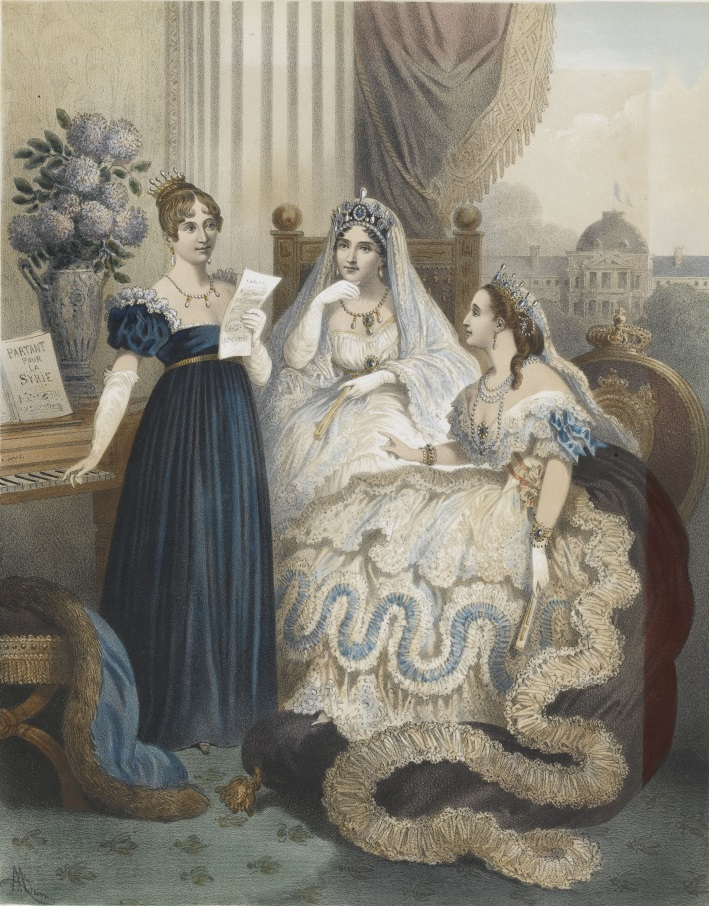
Fictieve prent waarbij Hortense de Beauharnais Partant pour la Syrie zingt voor de Franse keizerinnen Joséphine en Eugénie. In het echte leven kunnen zij elkaar nooit hebben ontmoet. Keizerin Joséphine, de eerste echtgenote van Napoleon I overleed immers in 1814, terwijl keizerin Eugènie, de echtgenote van Napoleon III pas werd geboren in 1826.

Partant pour la Syrie,
Le jeune et beau Dunois,
Venait prier Marie
De bénir ses exploits:
Faites, Reine immortelle,
Lui dit-il en partant,
Que j'aime la plus belle
Et sois le plus vaillant.
Il trace sur la pierre
Le serment de l'honneur,
Et va suivre à la guerre
Le Comte son seigneur;
Au noble vœu fidèle,
Il dit en combattant:
Amour à la plus belle,
Honneur au plus vaillant.
On lui doit la Victoire.
Vraiment, dit le seigneur;
Puisque tu fais ma gloire
Je ferai ton bonheur.
De ma fille Isabelle,
Sois l'Epoux à l'instant,
Car elle est la plus belle,
Et toi le plus vaillant.
À l'Autel de Marie,
Ils contractent tous deux
Cette union Chérie
Qui seule rend heureux.
Chacun dans la chapelle
Disait en les voyant:
Amour à la plus belle,
Honneur au plus vaillant.